# Азарт удачи
«Азарт удачи» (англ. The Fortune Cookie, буквально — «Печенье с предсказанием») — кинофильм режиссёра Билли Уайлдера, вышедший на экраны в 1966 году.

## Сюжет
Телеоператор Гарри Хинкл получает травму во время матча по американскому футболу: игрок команды «Кливленд Браунс» Лютер Джексон по прозвищу Бум-Бум случайно сбивает его с ног. Очнувшись в больнице, Гарри чувствует себя намного лучше, поскольку никаких серьёзных повреждений у него нет. Он хочет выписаться из госпиталя и отправиться домой, но у его шурина Вилли Гингрича — цепкого адвоката по прозвищу Крючкотвор — другие планы: он намерен отсудить у футбольного клуба и телевидения круглую сумму за ущерб, нанесённый родственнику. Но для этого Гарри должен как можно дольше изображать инвалида, неспособного ходить. Рассчитывая вернуть с помощью этого спектакля бывшую жену, Гарри соглашается на эту авантюру...

## В ролях
- Джек Леммон — Гарри Хинкл
- Уолтер Маттау — Вилли Гингрич, шурин Гарри
- Рон Рич — Лютер «Бум-Бум» Джексон
- Джуди Уэст — Сэнди Хинкл, бывшая жена Гарри
- Клифф Осмонд — Честер Пёрки, частный детектив
- Ларин Таттл — мать Гарри
- Гарри Холкомб — О'Брайен
- Лес Тремейн — Томпсон
- Лорен Гилберт — Кинкейд
- Мардж Редмонд — Шарлотта Гингрич, сестра Гарри
- Ноам Питлик — Макс
- Энн Шоумэйкер — сестра Вероника
- Зиг Руман — профессор Винтерхальтер
- Арчи Мур — мистер Джексон, отец Бум-Бума
- Уильям Кристофер — интерн
- Хелен Клиб — секретарша адвокатской приёмной

## Награды и номинации
- 1967 — премия «Оскар» за лучшую мужскую роль второго плана (Уолтер Маттау), а также три номинации: лучший оригинальный сценарий (Билли Уайлдер, И. А. Л. Даймонд), лучшая операторская работа в чёрно-белом фильме (Джозеф ЛаШелл), лучшая работа художника-постановщика и декоратора в чёрно-белом фильме (Роберт Лютхардт, Эдвард Бойл).
- 1967 — номинация на премию «Золотой глобус» за лучшую мужскую роль в комедии или мюзикле (Уолтер Маттау).
- 1967 — номинация на премию Гильдии сценаристов США за лучший сценарий к американской комедии (Билли Уайлдер, И. А. Л. Даймонд).